# Gorky’s Zygotic Mynci
Gorky’s Zygotic Mynci war eine walisische Britpopband, die 1991 in Carmarthen gegründet wurde. Sie sang ihre Songs sowohl auf Walisisch als auch auf Englisch. Die Band löste sich im Mai 2006 auf.

## Geschichte
Die Band wurde von Euros Childs, John Lawrence und Richard James gegründet, als diese noch zur Schule gingen. Mit Sion Lane und Steffan Cravos nahmen sie 1991 die selbst veröffentlichte Kassette Allumette auf. Lane und Cravos verließen die Band um die walisisch singende Rapgruppe Tystion zu gründen und der Schlagzeuger Osian Evans wurde angeworben, um 1992 die zweite Kassette Peiriant Pleser aufzunehmen. Anschließend trat Childs Schwester Megan in die Band ein und sie unterschrieben einen Plattenvertrag mit dem walisischen Label Ankst.
Die erste Veröffentlichung der Band bei Ankst war 1992 Patio, eine zehnminütige Ansammlung von verschiedenen Live-, Heim- und Studioaufnahmen, die später für die 1995 erschienene CD-Version erweitert wurde. 1994 erschien das erste vollständige Studioalbum Tatay. 1995 ersetzte Euros Rowlands Osian Evans am Schlagzeug, um das zweite Album Bwyd Time aufzunehmen. Beide Alben wurde von Alan Holmes, der ebenfalls das Artwork beisteuerte, produziert. Diese frühen Veröffentlichungen zeigen eine große Bandbreite von Einflüssen und Stilrichtungen.
Die Band wurde oft auf BBC Radio 1 von John Peel gespielt, was sehr unüblich für einen solchen Sender war, der normalerweise wenig walisische Musik spielt.
Gorky’s Zygotic Mynci veröffentlichte ebenfalls zahlreiche Singles und EPs bei Ankst. Die 1996 veröffentlichte Kompilation Introducing war die erste Veröffentlichung der Band in den USA.
Für ihr nächstes Album Barafundle (1997), das von Gorwel Owen produziert wurde, unterschrieben sie bei dem größeren Label Fontana. Die vielfältige Instrumentation blieb erhalten und die Band behielt ihren psychedelischen Touch bei, aber das Album ist ruhiger als frühere Werke der Band.
Diese weichere Stilrichtung wurde im Großen und Ganzen beibehalten und bei den späteren Platten verfeinert, obwohl auch auf diesen Alben auch rockigere Nummern, wie „Poodle Rockin“ oder „Mow the Lawn“, dazwischen waren.
2000 erschien die Band mit John Cale in dem Film Beautiful Mistake, in dem sie den Song O Caroline Il von 1994 spielten.
Das Gründungsmitglied John Lawrence verließ die Band 1999 und Sleep/Holiday war das letzte Album der Band. Euros Childs und Richard James arbeiteten an verschiedenen Projekten, bis sie im Mai 2006 verkündeten, dass sich die Band aufgelöst habe.
Gorky’s Zygotic Mynci sind die einzige Band, die im Vereinigten Königreich acht Top-75-Singles herausbrachte, ohne es jemals in die Top 40 zu schaffen. Ihre höchsten Chartplatzierungen sind 41, 42 und 43.

## Diskografie

### Alben
| Jahr | Titel                                      | Höchstplatzierung, Gesamtwochen, AuszeichnungChartsChartplatzierungen (Jahr, Titel, Platzierungen, Wochen, Auszeichnungen, Anmerkungen) | Anmerkungen |
| Jahr | Titel                                      | UK | Anmerkungen |
| ---- | ------------------------------------------ | --- | ----------- |
| 1997 | Barafundle                                 | UK46 (2 Wo.)UK |             |
| 1998 | Gorky 5                                    | UK67 (1 Wo.)UK |             |
| 1999 | Spanish Dance Troup                        | UK88 (1 Wo.)UK |             |
| 2001 | How I Long to Feel That Summer in My Heart | UK76 (1 Wo.)UK |             |

Weitere Veröffentlichungen
- 1991: Allumette (Eigenveröffentlichung)
- 1992: Peirant Pleser (Eigenveröffentlichung)
- 1992: Patio
- 1994: Tatay
- 1995: Bwyd Time
- 2000: The Blue Trees
- 2003: Sleep/Holiday
- 2003: 20: Singles & EPs ’94–’96

### Singles
| Jahr | Titel Album                                              | Höchstplatzierung, Gesamtwochen, AuszeichnungChartsChartplatzierungen (Jahr, Titel, Album, Platzierungen, Wochen, Auszeichnungen, Anmerkungen) | Anmerkungen |
| Jahr | Titel Album                                              | UK | Anmerkungen |
| ---- | -------------------------------------------------------- | --- | ----------- |
| 1995 | If Fingers Were Xylophones                               | UK91 (1 Wo.)UK |             |
| 1995 | Amber Gambler                                            | UK91 (1 Wo.)UK | EP          |
| 1996 | Patio Song Barafundle                                    | UK41 (2 Wo.)UK |             |
| 1997 | Diamond Dew Barafundle                                   | UK42 (2 Wo.)UK |             |
| 1997 | Young Girls & Happy Endings/Dark Nights Barafundle       | UK49 (2 Wo.)UK |             |
| 1998 | Sweet Johnny Gorky 5                                     | UK60 (2 Wo.)UK |             |
| 1998 | Let’s Get Together (In Our Minds) Gorky 5                | UK43 (2 Wo.)UK |             |
| 1999 | Spanish Dance Troupe                                     | UK47 (2 Wo.)UK |             |
| 2000 | Poodle Rockin’ Spanish Dance Troupe                      | UK52 (2 Wo.)UK |             |
| 2001 | Stood On Gold How I Long to Feel That Summer in My Heart | UK65 (1 Wo.)UK |             |

Weitere Veröffentlichung
- 1994: Merched Yn Neud Gwallt Eu Gilydd
- 1994: The Game Of Eyes
- 1994: Llanfwrog (EP)
- 1995: Gewn Ni Gorffen
- 2003: Mow the Lawn